# مخروطاني (هندسة)
في الهندسة، المخروطاني هو سطح مسطر يتم إنشاؤه بواسطة خطوط مستقيمة موازية (رواسم) لمستوى (المستوى الدال) ومتقاطعة مع خط (المحور).
تسمى دالة أي منحنى ينتج من تقاطع الرواسم مع مستوى.
ومن الأمثلة على الاسطح المخروطانية: المكافئ الزائدي، والحلزوني القائم، والمخروطاني الإهليلجي.
المخروطاني الدائري القائم له دائرة كدالة ، ومحوره متعامد على مستوى الدائرة ومستوى دال عمودي على المحور.

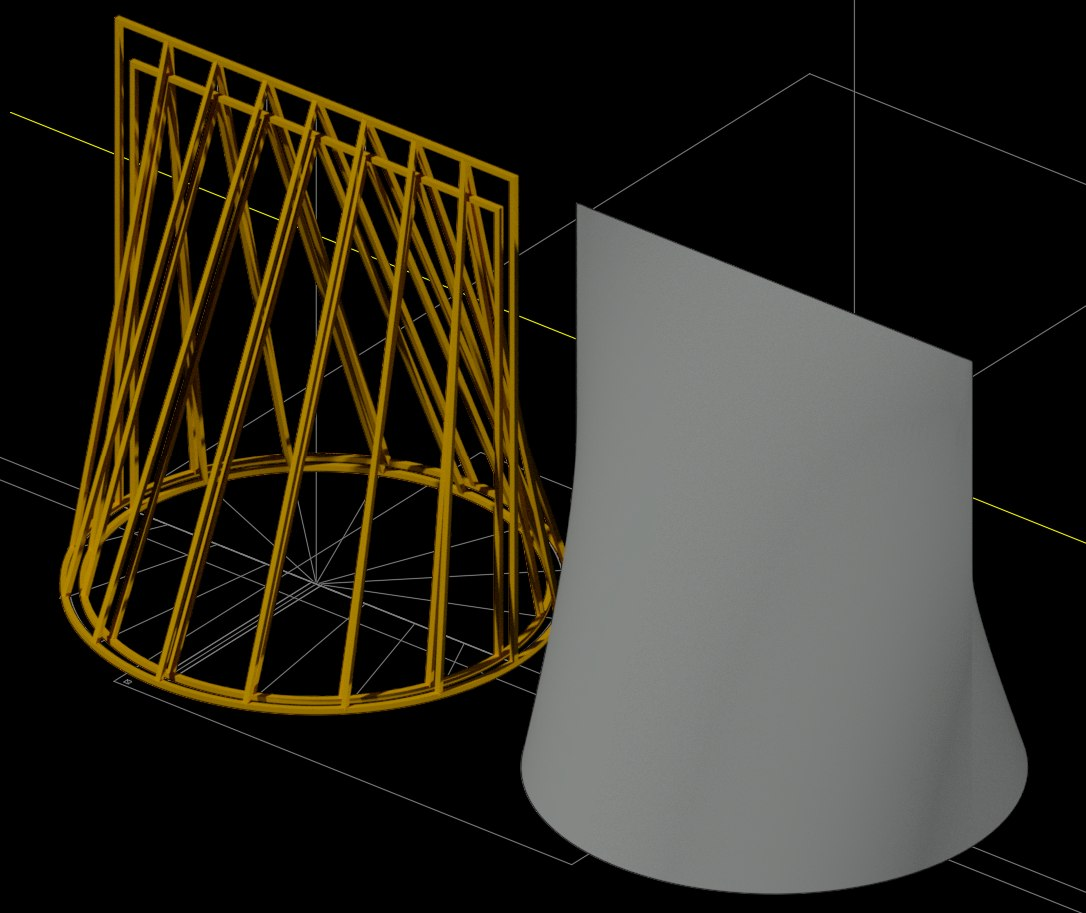
التوازي للمخروطاني